# لورنزا باتنر
كانت لورينزا باتنر (بالإنجليزية: Lorenza Böttner)‏ - (6 مارس 1959 - يناير 1994) فنانة بصرية متعددة التخصصات ومتحولة جنسيًا وذات إعاقة. ولدت في تشيلي، وانتقلت لاحقًا إلى ألمانيا بعد بتر ذراعيها، حيث درست وبدأت مسيرتها الفنية. صورت المنبوذين اجتماعيا باستخدام العديد من وسائل الإعلام الفنية، بما في ذلك المقطوعات الأدائية، وصورت دورة ألعاب البتراء في دورة الألعاب البارالمبية الصيفية عام 1992. توفيت في ميونيخ بسبب مضاعفات مرتبطة بالإيدز. بعد وفاتها، عُرض القليل من فنها على الملأ، حتى بدأت منظمة دوكومنتا والكاتب بول ب. بريسيادو في عرض أعمالها من عام 2016 فصاعدًا.

## الحياة المُبكرة
لا يعرف سوى القليل عن حياة لورينزا باتنر المبكرة. ولدت في 6 مارس 1959 في بونتا أريناس، تشيلي، لأبوين من أصل ألماني. في سن الثامنة، بترت كلتا ذراعيها بعد أن تلقت صدمة كهربائية من خطوط الكهرباء. وصورتها مجلة «مامباتو» التشيلية للأطفال على أنها نموذج يحتذى به للأطفال الآخرين: فعلى الرغم من فقدانها ذراعيها، قالت المجلة إنها تمكنت من استخدام اللغة المسيحية مع الآخرين، والمثابرة خلال صعوباتها، والرسم بقلم رصاص في فمها. بعد ست سنوات من بتر أطرافها، انتقلت مع والديها إلى ليشتناو، ألمانيا، للحصول على خدمات صحية أفضل. رفضت استخدام الأطراف الصناعية وأجرت سلسلة من العمليات الجراحية بدءًا من عام 1973.

## المسار المهني

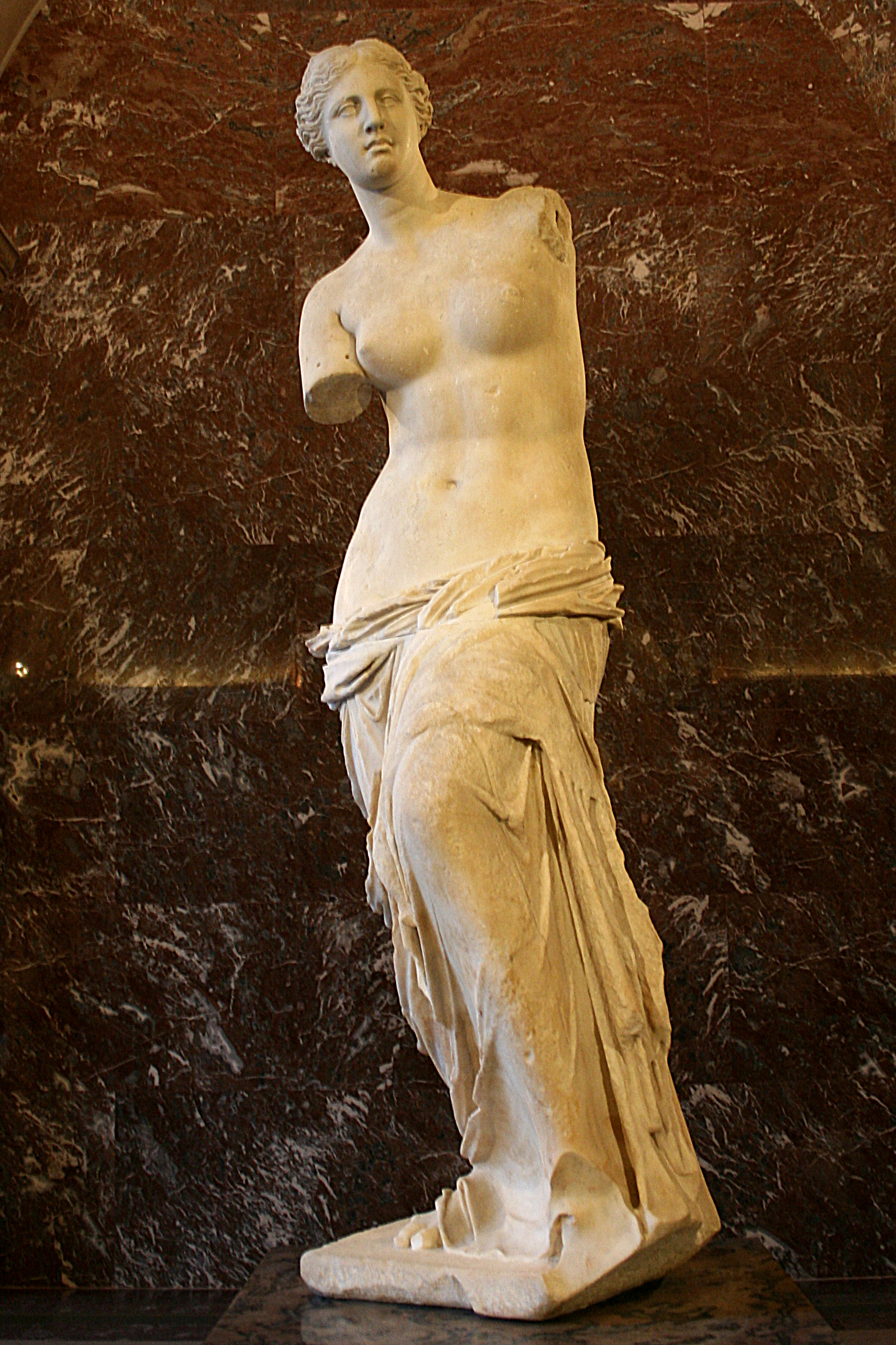
تمثال فينوس دي ميلو

التحقت باتنر بمدرسة كاسل للفنون، وأثناء وجودها هناك، بدأت تعرِّف نفسها علنا على أنها امرأة. سمحت لها مدرسة الفنون ببدء سلسلة من الصور. تخرجت من المدرسة في عام 1984 بعد الانتهاء من أطروحة بعنوان "Behindert!؟" - تعني حرفيا «معاق؟!» - حيث استخدمت الأفكار التاريخية والطبية للإعاقة في قطعة الأداء المصاحبة لها. درست أيضا الفن في نيويورك.
على مدار حياتها المهنية، تنوع فنها على نطاق واسع في الأسلوب والشكل، بدءًا من الرسومات إلى اللوحات إلى العروض. يصف الفيلسوف والقيم الفني بول ب. بريسيادو نهجها بأنه «التحول وليس الهُوية»، ويقول إنه بينما كانت تستخدم قدميها وفمها للرسم، فإن الوضع الفريد لجسدها (المتحولين جنسيا والمعاقين) سمح لها بإنشاء حركة متعددة التخصصات، وليس فقط بصرية أو أدائية. لقد صورت نفسها في الفن بوصفها تشبه فينوس دي ميلو الذي بلا ذراعين، وبأنها مثل ما يصفهم به بريسيادو بأنهم أشخاص «ثانويون»، مثل: البغايا في أوروبا، والأمريكيون من أصل أفريقي الذين يعانون من عنف الشرطة في أمريكا، والجنس السحاقي والمثلي. وأوضحت في عام 1991 أن الغرض من استخدام التماثيل التي بلا ذراعين، وخاصة تمثال فينوس دي ميلو، هو «إظهار جمال الجسد المشوه... على الرغم من عدم وجود ذراعين».
في عام 1992، وبعد إجراء سلسلة من الاتصالات في المشهد الفني في برشلونة والانضمام إلى شبكة الفنانين المعاقين، صورت دورة بيترا في الألعاب البارالمبية التي عقدت في ذلك العام في المدينة. تم عرض عروضها - حيث تعاملت مع المعدات الفنية بأصابع قدميها - في مدن في جميع أنحاء العالم كما هو الحال في نيويورك.

## الوفاة والإرث
توفيت باتنر من مضاعفات مرتبطة بالإيدز في ميونيخ في يناير 1994.
كتب الكاتبان التشيليان روبرتو بولانو وبيدرو ليميبل عن بوتنر في روايتيهما أستريلا ديستانتي (1996) ولوكو أفان (1996) على التوالي. استخدم كل من هؤلاء الكتاب حياتها لتعزيز نظرية سياسية للفن التشيلي. وأشارت بولانو في بداية حياتها إلى أنها بينما كانت لا تزال في شيلي، أقامت عروضا سرية في الشوارع لتوفير المال للمغادرة إلى ألمانيا، على الرغم من أنها غادرت مع والديها في سن 14 عاما. وطوال حياتها البالغة، قال إنها حاولت الانتحار، على الرغم من أن مثل هذه المحاولة لم تحدث أبدًا. وفقا للباحث في دراسات أمريكا اللاتينية كارل فيشر، ركزت كتابات بولانو على «ما فشلت فيه وأخفته» أكثر من «ما كشفته»، واستخدمها لإظهار أنواع الأشخاص الذين اعتقد أنهم مستبعدون من القانون الأدبي التشيلي. بالنسبة إلى ليميبل، خدم باتنر كواحد من سجلاته (التأريخ) لحياة المثليين في ديكتاتورية أوغستو بينوشيه، وتمكن من مقاومة الغيرية والعسكرة من خلال «كشفها» عن التوقعات الجنسانية.
وكانت شخصية محورية في مشاهد فيلم فرانك غارفي «جدار الرماد» (2009)، حيث قامت بسهولة بتنظيف وإعادة ملء وعاء باستخدام قدميها. وفقا لفيشر، رأت باتنر أن القيام بالإجراءات العادية (مثل تنظيف الأطباق) هو شكلها الفني الرئيسي، لأن إدراك إعاقتها أجبرها على أن تصبح نوعا من المعارض في القيام بالمهام اليومية. كانت ترغب في «فتح عيون الناس وإظهار مدى غباء الاختباء وراء واجهة برجوازية» طوال حياتها. في الفيلم الوثائقي «لورينزا» لمايكل ستالبرغ (1991)، تطلب الجبن من موظف، فقط لكي تقطع الكاميرا عندما يكون من المقرر أن تأخذها. بالنسبة لفيشر، يوضح هذا بالضبط الوسط الفني لبتتنر: فهي تعرض أفعالا «مقتبسة»، بينما تترك أيضا بعض الأسئلة دون حل على الإطلاق.
في عام 2016، بدأت دوكومنتا في كاسل، ألمانيا، عرضا عاما لفنها. ومنذ عام 2018 فصاعدا، عقدت بريسيادو سلسلة من الفعاليات التي عرضت أعمال باتنر في مواقع مثل مركز لا فيرينا دي لا إيماتج في برشلونة وفورتمبيرغيشر كونستفيرين في شتوتغارت. وكانت معارض دوكومنتا وبريسيادو هي المرة الأولى التي يشاهد فيها الكثير من أعمالها علنا منذ عقود.

### معلومات المراجع الكاملة
- Díez, Diego (2018). "10+1 cosas que aprendí en documenta" [10+1 things I learned at documenta]. Umática: Revista sobre Creación y Análisis de la Imagen (بالإسبانية). 1: 195–206.
- Fischer، Carl (3 فبراير 2012). Lorenza Böttner: Capitalist success and (queer) failure in Chile's dictatorship (Speech). مؤرشف من الأصل في 2021-10-26. اطلع عليه بتاريخ 2021-10-15. {{استشهاد بخطاب}}: الوسيط غير المعروف |عنوان المؤتمر= تم تجاهله (مساعدة)
- Fischer، Carl (2014). "Lorenza Böttner: From Chilean exceptionalism to queer inclusion". American Quarterly. ج. 66 ع. 3: 749–765. DOI:10.1353/aq.2014.0054. ISSN:0003-0678. JSTOR:43823428. S2CID:144290807. مؤرشف من الأصل في 2021-10-30. اطلع عليه بتاريخ 2021-10-15.
- Fischer، Carl (2016). Queering the Chilean way: Cultures of exceptionalism and sexual dissidence, 1965–2015. New York, NY: Palgrave Macmillan. ISBN:9781137562487.
- Fischer، Carl (2020). "The international (un)intelligibility of Chilean trans* film". في Barraza، Vania؛ Fischer، Carl (المحررون). Chilean cinema in the twenty-first-century world. Detroit, MI: Wayne State University Press. ISBN:9780814346839.
- Fischer، Carl (2021). "Lorenza Böttner". Archives of Women Artists Research & Exhibitions. مؤرشف من الأصل في 2021-10-17. اطلع عليه بتاريخ 2021-10-15.
- Greenberger، Alex (16 يونيو 2021). "How Lorenza Böttner's prescient art created space for disabled and trans people". Art in America. مؤرشف من الأصل في 2021-10-28. اطلع عليه بتاريخ 2021-10-15.
- Gyorody، Andrea (أكتوبر 2019). "Lorenza Böttner". Artforum. مؤرشف من الأصل في 2021-10-15. اطلع عليه بتاريخ 2021-10-15.
- Mateo del Pino, Ángeles (1 Sep 2019). "Subjetividad transtullida. El cuerpo/corpus de Lorenza Böttner" [Transcrippled subjectivity. The body/corpus of Lorenza Böttner]. Anclajes (بالإسبانية). 23 (3): 37–57. DOI:10.19137/anclajes-2019-2334. S2CID:203158519.
- Musselwhite، Olivia (2021). "Overcoming history's limitations: Lorenza Böttner's, Requiem for the Norm". Art Toronto. مؤرشف من الأصل في 2021-10-15. اطلع عليه بتاريخ 2021-10-15.
- Nair، Prathap (30 أبريل 2019). "A 20th-century artist who de-sexualized the trans body". Hyperallergic. مؤرشف من الأصل في 2021-10-15. اطلع عليه بتاريخ 2021-10-15.
- Preciado، Paul B. (2019). "Lorenza Böttner: Requiem for the norm" (PDF). University of Toronto. مؤرشف (PDF) من الأصل في 2021-10-15. اطلع عليه بتاريخ 2021-10-15.
- Preciado، Paul B. (2021). "Lorenza Böttner: Requiem for the norm" (PDF). Université Concordia. مؤرشف (PDF) من الأصل في 2021-10-17. اطلع عليه بتاريخ 2021-10-14.
- "Réquiem por la norma". Barcelona Cultura (بالإسبانية). 2018. Archived from the original on 2022-01-05. Retrieved 2022-01-05.
- "Lorenza Böttner". documenta 14 (بالألمانية). 2016. Archived from the original on 2021-02-28. Retrieved 2022-01-08.

## وصلات خارجية
- Every life matters: The work of Lorenza Böttner by Paul B. Preciado at the 2018 conference "Hold Me Now – Feel and Touch in an Unreal World".
- Lorenza Böttner y los mitones negros by Edgar Ariel at Hypermedia Magazine in 2021.
- Réquiem por la norma at La Virreina Centre de la Imatge, Barcelona (in Spanish), with photographs of the exhibition